# Cathédrale Saint-Paul de Saskatoon
Cette  cathédrale n’est pas la seule cathédrale Saint-Paul.
La cathédrale Saint-Paul de Saskatoon (en anglais : St. Paul's Cathedral) est une cathédrale catholique romaine située à Saskatoon, dans la province de la Saskatchewan, au Canada. La cathédrale se trouve dans le Central Business District (en), près du fleuve.

## Historique
La pierre inaugurale de la cathédrale est posée par Sir Wilfrid Laurier. Construite à l'origine comme une église paroissiale, elle est consacrée pro-cathédrale en 1921, et cathédrale en 1934 lorsque le diocèse de Saskatoon est créé. L'orgue est installé en 1912. 
L'Institute for stained glass in Canada a étudié les vitraux de la cathédrale Saint-Paul. De nouveaux vitraux sont ajoutés en 1945 pour commémorer les soldats canadiens morts pendant la Seconde Guerre mondiale et, en 1976, pour ceux ayant perdu la vie lors d'incendies.  
En raison de sa petite taille, elle ne sert plus de cathédrale depuis le milieu des années 1990 ; lorsque la cathédrale de la Sainte-Famille (en) ouvre ses portes, la cathédrale Saint-Paul devient une cocathédrale et continue à accueillir les membres de la paroisse.